# Paolo Ruffini (Journalist)
Paolo Ruffini (* 1956 in Palermo, Sizilien) ist ein italienischer Journalist und seit 2018 Präfekt des Dikasteriums für die Kommunikation des Heiligen Stuhls.

## Leben
Paolo Ruffini ist der Sohn des Politikers Attilio Ruffini und Neffe des Kardinals und Bischofs von Palermo, Ernesto Ruffini, und des Politikers Enrico La Loggia.
Er besuchte die Jesuitenschule
Massimiliano Massimo und studierte Jura an der Universität La Sapienza. Er war Redakteur bei den Tageszeitungen Il Mattino in Neapel (1979–1986) and Il Messaggero in Rom (1986–1996) sowie bei den Radiosendern Giornale Radio Rai (1996–2002), Rai Gr Parlamento (1998–2002), Radio 1 (1999–2002), Radio Inblu (2014–2018), sowie bei den TV-Sendern Rai 3 (2002–2011), La7 (2011–2014) und TV2000 (2014–2018) tätig. Von 1993 bis 1996 war er Vizepräsident der parlamentarischen Pressevereinigung.
Papst Franziskus ernannte ihn am 5. Juli 2018 als Nachfolger von Dario Edoardo Viganò zum Leiter des Dikasteriums für die Kommunikation, eines Dikasteriums der römischen Kurie mit Autorität über die gesamte Öffentlichkeitsarbeit des Heiligen Stuhls und der Vatikanstadt. Mit Ruffini wurde der erste Präfekt einer Kurienbehörde eingesetzt, der kein Priester ist.
Am 18. Februar 2023 ernannte ihn Papst Franziskus zudem zum Mitglied des Dikasteriums für die Kultur und die Bildung sowie am 25. April desselben Jahres zum Mitglied der Sektion des Dikasteriums für die Evangelisierung für die grundlegenden Fragen der Evangelisierung in der Welt.

## Ehrungen und Auszeichnungen
- Fregene-Preis für Journalismus (1996)
- Folgarida-Preis für einen transparenten Journalismus, zusammen mit Ferruccio De Bortoli, Clemente Mimun und Giorgio Lago (1997)
- Ischia-Preis für Journalismus (2001)